# Sachsendreier
Der Sachsendreier ist eine der bekanntesten Briefmarken Deutschlands.
Die korrekte Bezeichnung lautet Sachsen, Drei Pfennig rot. Sie ist das erste Postwertzeichen des Königreichs Sachsen.

## Geschichte und Beschreibung
Um das steigende Briefaufkommen besser organisieren zu können, kam es unter anderem zur Gründung des Deutsch-Österreichischen Postvereins (DÖPV), dessen Regelungen am 1. Juli 1850 in Kraft traten. Um diesen Regelungen Genüge zu tun, führte die königlich-sächsische Post damals sogenannte „Frankomarken“ ein. In einem Schreiben vom 15. März 1850 an die Königlich Bayerische Generaladministration der Posten und Eisenbahnen bat die Leipziger Oberpostdirektion um die Übersendung der in Bayern ergangenen gesetzlichen Bestimmungen und Regularien in Bezug auf die Einführung von Briefmarken. Dieser Bitte war am 29. März 1850 entsprochen worden. Dem Antwortschreiben der bayerischen Behörden lagen darüber hinaus zwei Briefmarken bei (3 und 6 Kreuzer). In einem Schreiben vom 27. Juni 1850 sendet die Leipziger Oberpostdirektion dem Königlichen Finanzministerium ein „.. Blatt enthaltend 20 Stück der vom 1.d.M [sic] zur Frankierung der Kreuzbandsendungen bestimmten provisorischen Frankomarken zu geneigter Ansicht gehorsamst zu überreichen. ...“. Der Sachsendreier ist also von vornherein als Provisorium angesehen worden, weshalb der grafischen Gestaltung der Marke nur begrenzte Aufmerksamkeit geschenkt wurde. Außerdem bestand ein gewisser Zeitdruck, da die Marken mit in Kraft treten der Regelungen des DÖPV verfügbar sein sollten. Folgerichtig waren die neuen Marken für das Publikum am 1. Juli 1850 erstmalig verfügbar. Damit war Sachsen nach Bayern das zweite deutsche Postgebiet, das Briefmarken einführte.
Die Herstellung und den Entwurf der Marke übernahm die Druckerei J. B. Hirschfeld aus Leipzig. Der Druck selbst erfolgte im Buchdruckverfahren in einer Gesamtauflage von 500.000 Stück. Dieser Bestand kam in acht Auflagen auf insgesamt 25.000 Bogen zu fünf mal vier Briefmarken heraus. Dabei wurden insgesamt 6 verschiedene „Druckplatten“ benutzt. Hierbei ist allerdings zu vermerken, dass der Begriff „Druckplatte“ bei der Herstellung dieser Marken unzutreffend ist: Es wurde von sogenannten Einzeldruckstöcken gedruckt, die in einen Rahmen eingespannt wurden. Die Marken der einzelnen „Druckplatten“ lassen sich in verschiedene Typen aufteilen. Daneben bestehen mehr oder weniger auffällige Unterschiede in der Größe des Markenbildes von bis zu 1,5 mm. Von der Gesamtauflage wurden 463.118 Stück durch die Postdirektion verkauft, der Restbestand wurde am 10. Dezember 1851 in Leipzig verbrannt.
Die Marke war primär nicht zum Versand von Briefen bestimmt, sondern zur Frankatur von Druckerzeugnissen, speziell Zeitungen, im Streifband vorgesehen. Dabei klebten die Versender die Marke jeweils zur Hälfte auf das Streifband und die Drucksache, so dass ein Herausrutschen der Zeitungen unmöglich war. Dieses Vorgehen war allerdings behördlich untersagt, um den Postbeamten die Möglichkeit zu geben, zu überprüfen, ob die Sendung tatsächlich nur Druckerzeugnisse enthielt. Jedoch war die oben genannte Form der „Fixierung“ des Inhaltes üblich. Beim Abtrennen der Streifbänder, welche die Adresse trugen, kam es meist zur Beschädigung dieser Marken, sodass nur  wenige Exemplare dieser Marke unbeschädigt erhalten sind. Ab dem 1. August 1851, dem Erscheinungsdatum der ersten „regulären“ sächsischen Frankomarke in Wappenzeichnung, durften mit dem Sachsendreier auch Briefe und andere Postsendungen frankiert werden.
Die Briefmarke verdankt ihre Bekanntheit unter anderem vielen abenteuerlichen Entdeckungsgeschichten. Durch die oben genannte Verwendungsart sind einwandfreie gebrauchte Stücke selten zu finden. Außerdem gibt es viele Fälschungen (u. a. von Jean de Sperati, François Fournier, Schröderscher Lichtdruck).
Die rote Farbe fiel je nach Auflage etwas unterschiedlich aus, wodurch mehrere Farbtonvarianten existieren. Einzelmarken werden im aktuellen Michel-Katalog je nach Farbnuance mit 4.000 bis 18.000 Euro bewertet, wobei diese Angaben nicht den realen Marktpreisen entsprechen.
Heute existieren weltweit schätzungsweise noch 3.000 bis 4.000 Stück, von denen die meisten durch Federzug entwertet (was die ursprünglich vorgeschriebene Entwertungsart war) oder gestempelt sind; nur etwa zehn Prozent der erhaltenen Sachsendreier sind ungebraucht. Dennoch ist der Marktpreis für ungebrauchte und gebrauchte Marken der Sachsen Nr. 1 etwa gleich hoch. Er lag im Jahr 2008 für einwandfreie Stücke bei rund 3.500 Euro, beschädigte und reparierte Exemplare sind deutlich günstiger. Vollständige Kreuzbandsendungen oder Briefe mit dieser Marke erzielen sehr viel höhere Preise.

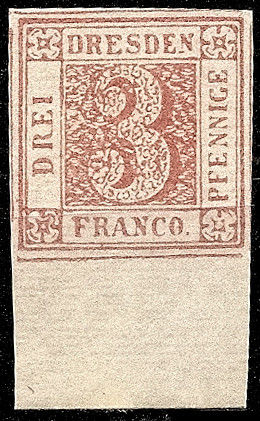
Privatpostmarke nach dem Vorbild des Sachsendreiers

Wegen seiner Popularität diente der Sachsendreier mehreren Sonderbriefmarkenausgaben als Motiv. Auch gab die Dresdner Verkehrs-Anstalt Hansa am Ende des 19. Jahrhunderts Privatpostmarken heraus, deren Gestaltung sich stark an die erste sächsische Briefmarke anlehnte.

## Seltene Sammlerstücke
Es gibt einen Bogen mit 20 dieser Marken, er erreichte 1966 einen Preis von 620.000 DM. Es gibt mehrere verschiedene Versionen, wo genau dieser Bogen ursprünglich festgeklebt gewesen sein soll. Er klebte auf jeden Fall an einer Wand. Dieser Bogen war nach dem Ablösen von der Wand stark beschädigt und wurde wiederholt restauriert. Der Bogen ging zunächst an den Wiener Händler Sigmund Friedl für 400 Goldmark. Bereits 1875 erwarb den Bogen Philipp von Ferrary für einen Preis von 2000 Goldmark und 1922 ging er für einen Preis von 55.000 Goldfranken an den Sammler Burrus. Im Jahr 1959 kaufte ihn Walter Kruschel bei der Auflösung der Burrus-Sammlung. 1964 erwarb ihn E. Anderegg für 215.000 DM. Zuletzt versteigerte ein Wiesbadener Briefmarkenauktionshaus zu Beginn des Jahres 1999 diesen ungebrauchten Bogen für 920.000 DM, der Vorbesitzer war Ulrich D. Schulze, der ihn von seinem Vater erbte.
Ein weiterer Bogen ist in den 1890er Jahren zerteilt worden. Davon ist ein 6er-Block im Besitz des Museums für Kommunikation in Berlin und ein weiterer 4er-Block von der rechten unteren Ecke dieses Bogens befand sich in der Sammlung von John R. Boker Junior.
Eine Zusammenstellung von mehr als 90 bekannten zusammenhängender Einheiten der Marke, also Blocks und Streifen, befindet sich im Rauhut & Kruschel-Auktionskatalog, der Auktion vom 29. und 30. August 2014.

## Einzelnachweise

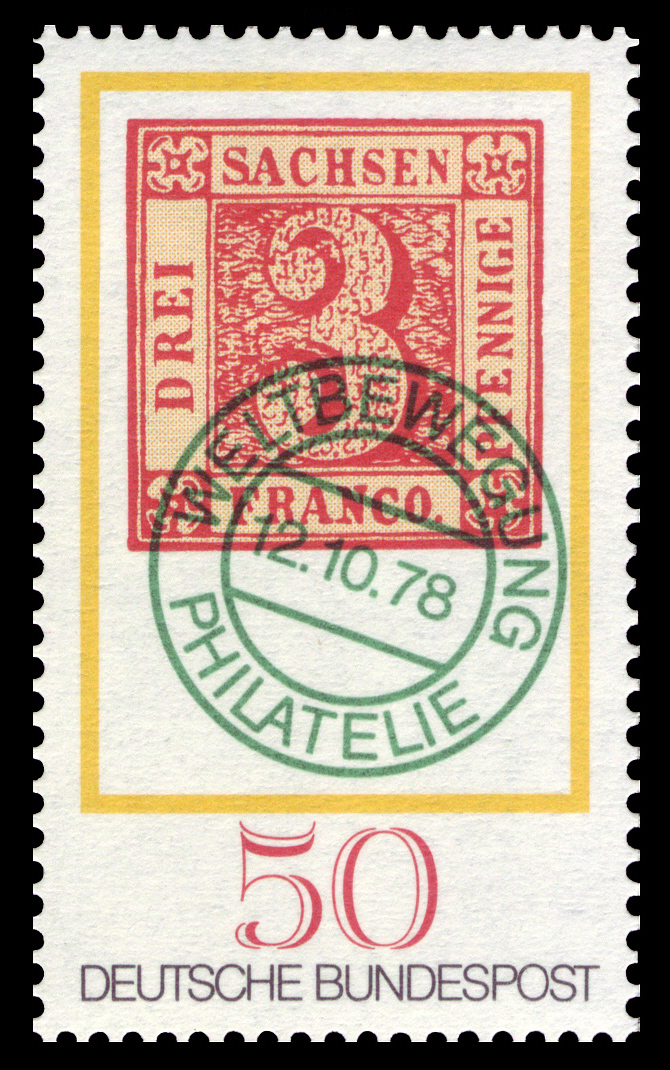
Ausgabe zum Tag der Briefmarke von 1978